# FK Panevėžys
Maillots
Actualités
Le Futbolo Klubas Panevėžys est un club professionnel de football basé à Panevėžys, en Lituanie. L'équipe participe à la A Lyga, la première division lituanienne.

## L'histoire
Le club est fondé en 2015 avant le début de la saison. Il démarre exceptionnellement en deuxième division, et termine à la huitième place la première saison avec une pénalité de six points. Le club remporte ensuite la deuxième division en 2018, et obtient sa promotion en A lyga pour la saison 2019.
Le club remporte son premier titre majeur en 2020 avec une victoire en Coupe de Lituanie, avant de remporter la Supercoupe de Lituanie en 2021. Le FK Panevėžys est sacré champion de Lituanie en 2023.

## Bilan sportif

### Palmarès
- Championnat de Lituanie
  - Champion en 2023
- Coupe de Lituanie
  - Vainqueur en 2020
  - Finaliste en 2021
- Supercoupe de Lituanie
  - Vainqueur en 2021, 2024 (2)
- Championnat de Lituanie de deuxième division
  - Vainqueur en 2018

### Bilan par saison
| Saison | Championnat | Championnat | Championnat | Championnat | Championnat | Championnat | Championnat | Championnat | Championnat | Championnat | Coupe de Lituanie   |
| Saison | Division    | Pos         | Pts         | J           | V           | N           | D           | BP          | BC          | Diff        | Coupe de Lituanie   |
| ------ | ----------- | ----------- | ----------- | ----------- | ----------- | ----------- | ----------- | ----------- | ----------- | ----------- | ------------------- |
| 2015   | 2e          | 8e          | 55-6        | 34          | 18          | 7           | 9           | 79          | 48          | +31         | Seizièmes de finale |
| 2016   | 2e          | 5e          | 59          | 30          | 17          | 8           | 5           | 68          | 35          | +33         | Huitièmes de finale |
| 2017   | 2e          | 10e         | 37          | 28          | 10          | 7           | 11          | 45          | 44          | +1          | Quarts de finale    |
| 2018   | 2e          | 1er         | 58          | 26          | 18          | 4           | 4           | 77          | 26          | +51         | Seizièmes de finale |
| 2019   | 1re         | 5e          | 37          | 33          | 10          | 7           | 16          | 49          | 63          | -14         | Quarts de finale    |
| 2020   | 1re         | 5e          | 12          | 20          | 2           | 6           | 12          | 19          | 38          | -19         | Vainqueur           |
| 2021   | 1re         | 4e          | 60          | 36          | 16          | 12          | 8           | 55          | 40          | +15         | Finale              |
| 2022   | 1re         | 3e          | 62          | 36          | 18          | 8           | 10          | 50          | 31          | +19         | Demi-finales        |
| 2023   | 1re         | 1er         |             |             |             |             |             |             |             |             |                     |
| 2024   | 1re         | 8e          |             |             |             |             |             |             |             |             |                     |

Légende
- Vainqueur de la compétition.
- Vice-champion ou finaliste de la compétition.
- Troisième de la compétition.
- Promotion en division supérieure.
- Relégué en division inférieure.

### Bilan européen
Note : dans les résultats ci-dessous, le score du club est toujours donné en premier
| Saison    | Compétition             | Tour             | Club                  | Domicile | Extérieur | Total |
| --------- | ----------------------- | ---------------- | --------------------- | -------- | --------- | ----- |
| 2021-2022 | Ligue Europa Conférence | Deuxième tour Q  | Vojvodina Novi Sad    | 0 - 1    | 0 - 1     | 0 - 2 |
| 2022-2023 | Ligue Europa Conférence | Premier tour Q   | Milsami Orhei         | 0 - 0    | 0 - 2     | 0 - 2 |
| 2023-2024 | Ligue Europa Conférence | Premier tour Q   | Milsami Orhei         | 2 - 2    | 1 - 0     | 3 - 2 |
| 2023-2024 | Ligue Europa Conférence | Deuxième tour Q  | Hapoël Beer-Sheva     | 1 - 1    | 0 - 1     | 1 - 2 |
| 2024-2025 | Ligue des champions     | Premier tour Q   | HJK Helsinki          | 3 - 0    | 1 - 1     | 4 - 1 |
| 2024-2025 | Ligue des champions     | Deuxième tour Q  | Jagiellonia Białystok | 0 - 4    | 1 - 3     | 1 - 7 |
| 2024-2025 | Ligue Europa            | Troisième tour Q | Maccabi Tel-Aviv      | 1 - 2    | 0 - 3     | 1 - 5 |
| 2024-2025 | Ligue Conférence        | Barrages Q       | The New Saints        | 0 - 3    | 0 - 0     | 0 - 3 |

Légende
- Victoire ou qualification pour le tour suivant
- Match nul
- Défaite ou élimination de la compétition

## Couleurs
Bleu et rouge.
| PANEVĖŽYS | PANEVĖŽYS |

## Effectif professionnel actuel
2025 ,
| 1  | Drapeau de la Lituanie | G | Vytautas Černiauskas |  |  |  |  |  |
|    |                        |   |                      |  |  |  |  |  |
| 2  | Drapeau de la Lituanie | D | Linas Klimavičius    |  |  |  |  |  |
|    |                        |   |                      |  |  |  |  |  |
| 7  | Drapeau de la Lituanie | M | Ernestas Veliulis    |  |  |  |  |  |
| 32 | Drapeau de la Lituanie | D | Rokas Rasimavičius   |  |  |  |  |  |
|    | Drapeau de la Lituanie | D | Justinas Januševskij |  |  |  |  |  |
| 44 | Drapeau de la Slovénie | M | Lovro Grajfoner      |  |  |  |  |  |
|    |                        |   |                      |  |  |  |  |  |
| 11 | Drapeau du Nicaragua   | A | Ariagner Smith       |  |  |  |  |  |
|    |                        |   |                      |  |  |  |  |  |

### Joueurs emblématiques
- Paulius Janušauskas (2016-2021)
- Jeffrey Sarpong (2021-2024)
- Ergys Kaçe (2022)
- Vytautas Černiauskas (depuis decembre 2022)